# Hebeloma truncatum
Hebeloma truncatum (Schaeff.) P. Kumm., Führer Pilzk.: 80 (1871).
L'Hebeloma truncatum è un fungo dal portamento abbastanza robusto che si riconosce per l'assenza di cortina, per le lamelle non lacrimanti negli esemplari giovani e per l'odore rafanoide.

## Descrizione della specie

### Cappello
3–7 cm di diametro, carnoso, prima campanulato-convesso, poi convesso con umbone largo e ottuso, sovente gibboso, carnoso e sodo, quasi elastico.
Margineacuto, sinuoso e con qualche profonda insenatura nei carpofori che crescono subcespitosi, leggermente involuto nel giovane, subrevoluto nell'adulto;
Cuticolaviscida col tempo umido, glabra e brillante, sericea soprattutto nel giovane e verso il margine per la presenza di una più o meno abbondante pruina impalpabile biancastra su una superficie di fondo di colore bruno fulvastro, marrone rossastro, bruno-ocra più o meno uniforme, con profilo biancastro all'estremo margine per maggiore concentrazione della pruina, a volte poco evidente nell'adulto.

### Lamelle
Smarginate al gambo, abbastanza fitte, non tanto larghe, intercalate da lamellule, inizialmente crema-argilla pallido, poi bruno-marrone, bruno cacao; filo eroso, pallido, non lacrimante negli esemplari giovani.

### Gambo
3-7 x 0,7-1,2 cm, cilindrico, spesso attenuato alla base, più raramente leggermente claviforme, spesso incurvato, abbastanza robusto, pieno anche nell'adulto, ma, a volte con una piccola cavità all'apice in cui si nota una linguetta di carne proveniente dal cappello, biancastro, fibrilloso-striato, finemente pruinoso all'apice.

### Carne
Sub-elastica nel cappello, bianca
- Odore: rafanoide misto a quello dolciastro di cacao.
- Sapore: amarognolo.

### Microscopia
Spore9,3 x 4,8 µm, bruno tabacco in massa, gialle all microscopio, da amigdaliformi a oblunghe, con apicolo evidente, la sommità subpapillata, da lisce a minutamente punteggiate, in maggioranza monoguttulate;
Basidi24-30 x 6,5-8 µm, tetrasporici, clavati, con fibbie;
Giunti a fibbiapresenti.

## Habitat
Specie poco comune, cresce in boschi di conifere e di latifoglie, nell'erba lungo i sentieri, gregario o subcespitoso, in pochi esemplari, spesso due o più carpofori sono connati, in autunno.

## Etimologia
Dal latino truncatus = troncato.

## Sinonimi e binomi obsoleti
- Agaricus truncatus Schaeff., Icones 3: 251 (1770)
- Clitopilus truncatus (Schaeff.) Kühner & Romagn., Fl. Analyt. Champ. Supér. (Paris): 172 (1953)
- Hebelomatis truncatum (Schaeff.) Locq., Fl. Mycol., 3. Cortinariales-A.: 146 (1979) [1977]
- Rhodocybe truncata (Schaeff.) Singer, Mycologia 38: 687 (1946)
- Tricholoma truncatum (Schaeff.) Quél., Bull. Soc. Amis Sci. Nat. Rouen, Série II 15: 153 (1880)

## Commestibilità
Non accertata.

Trattasi di fungo da evitare in quanto sospetto.